# Sindicatul Liber al Oamenilor Muncii din România
Sindicatul Liber al Oamenilor Muncii din România (SLOMR) a fost un sindicat liber (adică independent de Uniunea Sindicatelor din Republica Socialistă România, supusă Partidului), întemeiat în februarie 1979, în RSR, fără pregătire prealabilă, de către un grup de muncitori de la Șantierul Naval Turnu Severin, condus de Ionel Cană, ca un mijloc de a apăra interesele salariaților, nu cele ale Partidului și cadrelor. Membrii sindicatului au fost imediat cercetați, anchetați și arestați de „Organele de Partid și de Stat”; unul dintre membrii SLOMR, Vasile Paraschiv, a devenit în Occident simbolul represiunii comuniste din România, deoarece cazul său era cunoscut de către organizația internațională neguvernamentală „Amnesty International”.